# غاري هويل
غاري هويل (بالإنجليزية: Gary Howell)‏ هو سياسي أمريكي، ولد في 1 نوفمبر 1966 في كمبرلاند في الولايات المتحدة. نشط حزبياً في الحزب الجمهوري.

## وصلات خارجية
- غاري هويل على موقع IMDb (الإنجليزية)